# Liste des monastères ukrainiens
Les monastères d'Ukraine dépendent principalement des cinq églises qui coexistent en Ukraine :
- Église catholique
- Église grecque-catholique ukrainienne, abréviée ici en EGC
- Église orthodoxe d'Ukraine (Patriarcat de Kiev), abréviée ici en PK
- Église orthodoxe d'Ukraine (Patriarcat de Moscou), abréviée ici en PM
- Église orthodoxe autocéphale ukrainienne, abréviée ici en EAU

L'histoire mouvementée de l'Ukraine, notamment religieuse, avec la lutte entre l'influence catholique et orthodoxe puis avec la fermeture de la plupart des monastères dans la période communiste, expliquent les changements d'attribution des bâtiments des monastères.
Les monastères sont classés par oblast, l'ordre correspond aux numéros de la carte.

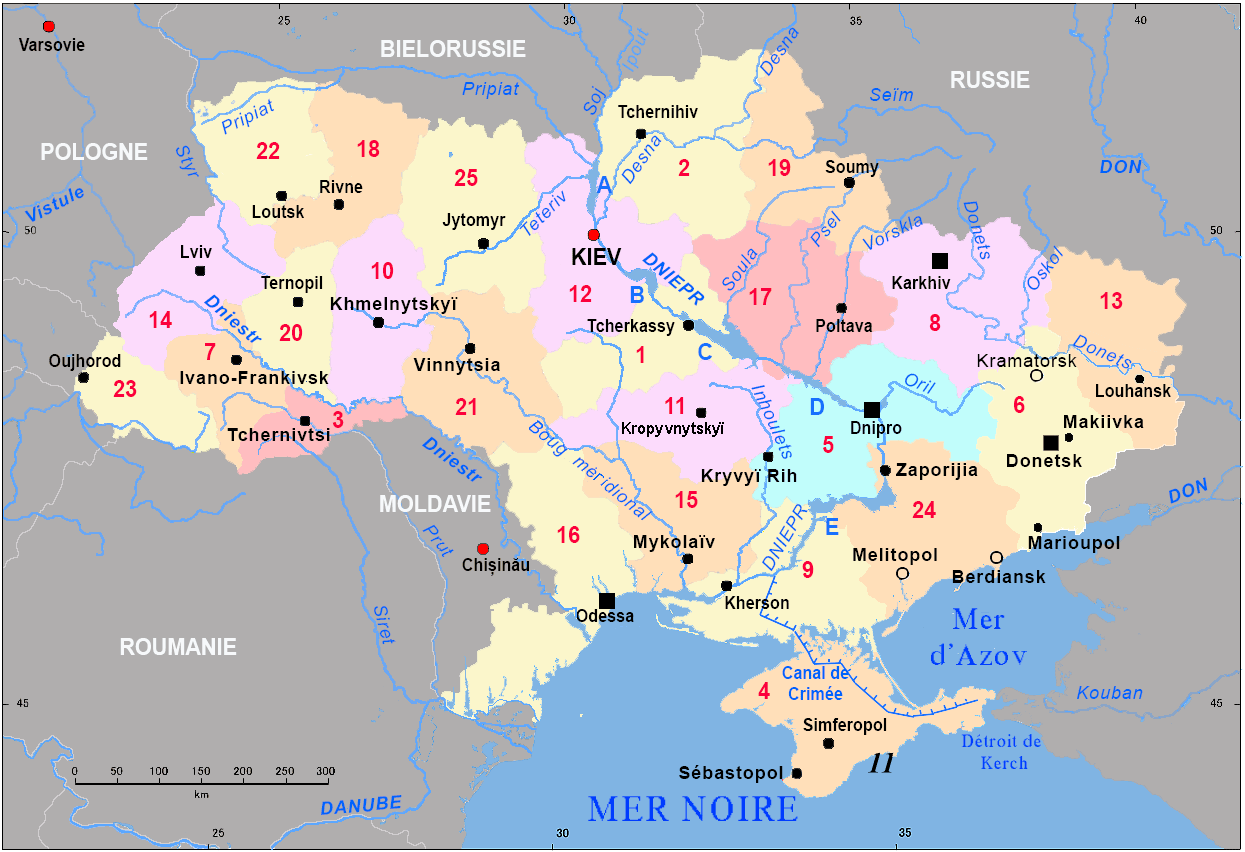
Carte des 24 oblasts (régions) (1-3, 5-25) et de la région autonome de Crimée (4) de l'Ukraine.

## Sources
- Cette liste est une reprise des articles existants sur les monastères d'Ukraine en ukrainien, français, russe, anglais et allemand
- archiv.orthodox.org.ua en ukrainien
- orthodox.org.ua en ukrainien
- Monastères de Crimée sur www.crimea.orthodoxy.su